# Sobre Barney « Alcooliques Non Anonymes »
Sobre Barney « Alcooliques Non Anonymes » (France) ou Arrête de boire (Québec) (Days of Wine and D'Oh'ses) est le 18e épisode de la saison 11 de la série télévisée d'animation Les Simpson.

## Synopsis
Se rendant compte qu'il oublie son anniversaire et se rend ridicule chaque fois qu'il boit, Barney décide d'arrêter complètement l'alcool. Cette pénible résolution creuse un énorme fossé entre Homer et lui. Pendant que Barney apprend à piloter un hélicoptère, Homer cherche un compagnon de beuverie...